# 下佐濃村
下佐濃村（しもさのむら）は、京都府熊野郡にあった村。現在の京丹後市久美浜町の南東部、佐濃谷川の中流域にあたる。

## 地理
- 山岳：女布権現山、久次岳
- 河川：佐濃谷川

## 歴史
- 1889年（明治22年）4月1日 - 町村制の施行により、円頓寺村・長野村・坂谷村・竹藤村・女布村・丸山村・永留村・郷村の区域をもって発足。
- 1951年（昭和26年）1月1日 - 上佐濃村と合併して佐濃村が発足。同日下佐濃村廃止。